# Raven De La Croix
Raven De La Croix (nascuda Lynn Christie Martin el 24 d'agost de 1947) és una actriu i stripper nord-americana coneguda pel seu paper principal el 1976 a la pel·lícula de Russ Meyer Up!. Quan Meyer la va descobrir per primera vegada a Joe Allen's, un bar de West Hollywood, Califòrnia, no tenia experiència d'actuació. EL 2011, Owen Gleiberman a escriure que ella era "...potser la sirena més espectacular [de Meyer]". És la néta del tinent William Knox Martin, pioner de l'aviació.

## Biografia
De La Croix va néixer com a Lynn Christie Martin a Manhattan, Nova York en una família pobra i era el més gran de vuit fills. El seu pare era comanxe i la seva mare franco-americana. Va ser una infermera amb llicència i va treballar durant un temps al Columbia Presbyterian Hospital. També va treballar en diverses altres feines, inclosa la de professora de drogues a la presó on va ser vista per un presoner que més tard la va recomanar treballar per a una agència de teatre. Més tard, va ser observada en un restaurant de Hollywood per un cercador de talents per a Eddie Foy, Jr., la qual cosa finalment va portar a una cita amb Russ Meyer. De La Croix també va treballar al Melody Burlesk de Nova York com a stripper.
El seu primer matrimoni va ser abusiu. El número d'agost de 1986 de Wrestling Eye Magazine assenyala a la pàgina 48 que "un article recent a Rock Island, Illinois, QUAD TIMES va informar que estava compromesa amb un lluitador. Greg The Hammer Valentine".

## Filmografia

### Cinema
| Any  | Títol                                         | Paper                               | Altres notes |
| ---- | --------------------------------------------- | ----------------------------------- | --- |
| 1976 | Up!                                           | Margo Winchester                    | (va dissenyar el seu vestuari.) |
| 1977 | The Chicken Chronicles                        | Mrs. Worth                          | |
| 1977 | The Happy Hooker Goes to Washington           |                                     | |
| 1978 | Jokes My Folks Never Told Me                  | Núvia                               | |
| 1980 | The Blues Brothers                            | Dona al concert                     | (sense acreditar) |
| 1983 | The Lost Empire                               | Whitestar                           | (també productora associada, dissenyadora de vestuari, va actuar com a manipuladora d'animals i va realitzar les seves pròpies acrobàcies.) |
| 1983 | Screwballs                                    | Miss Anna Tomical (stripper)        | |
| 1987 | Heat and Sunlight                             | com ella mateixa, Raven De La Croix | (la seva última actuació burlesque al cinema)                                                                                               |
| 1996 | The Elastic Zenith                            | Narrador                            | (co-productora, documental) |
| 2001 | The Double-D Avenger                          | Dr. De La Croix                     | |
| 2005 | Frankenstein vs. the Creature from Blood Cove | Gitana                              | |
| 2006 | Alien Secrets                                 | Cunyada de Brandon                  | (co-productora) |

### Televisió
| Any  | Títol            | Paper                      | Altres notes |
| ---- | ---------------- | -------------------------- | ------------ |
| 1982 | Hear No Evil     | Candy Burns                |              |
| 1987 | A Current Affair | Rev. Dr. Lynn Christie Ana |              |